# Romanée (rivière)
Pour les articles homonymes, voir Romanée.
La Romanée est une rivière française qui prend sa source en Côte-d'Or près des étangs de Granvault.

## Géographie
D'une longueur de 25,8 km, elle traverse les communes de Saint-Didier (Côte-d'Or), La Roche-en-Brenil (Côte-d'Or), Saint-Germain-de-Modéon (Côte-d'Or), Saint-Andeux (Côte-d'Or), Rouvray (Côte-d'Or), Bussières (Yonne), Sainte-Magnance (Yonne) et Cussy-les-Forges (Yonne). Elle alimente les étangs des Montéchos, de Granvault, de Romanet et de Bussières.
Après un parcours d'une quinzaine de kilomètres, elle s'associe au Trinquelin qui reprend alors le nom de Cousin.
Elle alimentait autrefois de nombreux moulins tout au long de son itinéraire. Rares sont ceux qui subsistent aujourd'hui, mais on peut citer les moulins de Granvault, Marlot,  des Guyottes, Rouge, Fricot, Philibert et le moulin Châtelain.